# Claire Bloom
Patricia Claire Bloom (Finchley, Londres; 15 de febrero de 1931) es una actriz inglesa. Actualmente es de las últimas divas legendarias sobrevivientes de la Época de Oro de Hollywood.

## Carrera
Estudio en la Guildhall School of Music and Drama y debutó en radio en la BBC. En teatro se inició en 1946, junto a Richard Burton, John Gielgud y  Pamela Brown. 
En 1948 se consagró como Ofelia en Hamlet, la primera de las muchas obras de William Shakespeare en las que aparecería.
Su papel favorito fue Blanche en Un tranvía llamado deseo de Tennessee Williams y en The Innocents.
Charlie Chaplin la eligió en 1952 para Candilejas, que le dio fama internacional.  
Ha participado en varios filmes de cine (como Poderosa Afrodita de Woody Allen) y televisión (como Shadowlands y The Bill) y prosigue una intensa carrera en teatro.

## Vida personal
Bloom se casó tres veces. Primero con el actor Rod Steiger, padre de su única hija, la cantante Anna Steiger. En 1969 se casó con Hillard Elkins y en 1990 con Philip Roth. 
Bloom escribió dos memorias, Limelight and After: The Education of an Actress, en 1982 y Leaving a Doll's House: A Memoir, en 1996.

## Filmografía
- 1952: Limelight
- 1953: The Man Between
- 1953: Innocents in Paris
- 1955: Richard III
- 1956: Alexander the Great
- 1957: The Brothers Karamazov
- 1958: The Buccaneer
- 1958: Look Back in Anger
- 1960: Brainwashed
- 1961: The Chapman Report

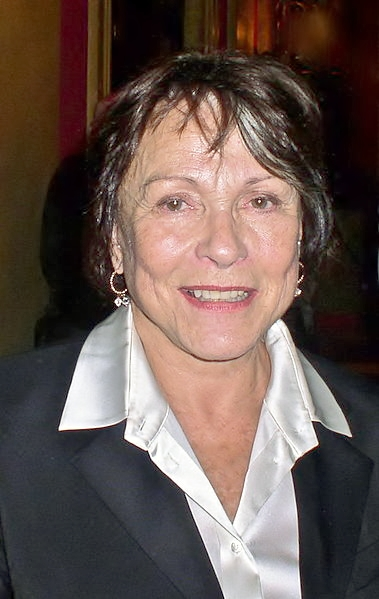
Bloom en 2011.

- 1962: The Wonderful World of the Brothers Grimm
- 1963: Il maestro di Vigevano, de Elio Petri
- 1963: Alta infedeltà (ep. "Peccato nel pomeriggio??), de Elio Petri y otros
- 1963: The Haunting
- 1963: Eighty Thousand Suspects
- 1964: The Outrage
- 1965: El espía que surgió del frío
- 1968: Charly
- 1969: The Illustrated Man
- 1969: Three Into Two Won't Go
- 1970: A Severed Head
- 1973: The going up of David Lev
- 1973: A Doll's House
- 1977: La isla del adiós (Islands in the Stream), de Franklin J. Schaffner
- 1979: Enrique VIII (BBC)
- 1980: Hamlet (BBC TV)
- 1981: Brideshead Revisited
- 1981: Clash of the Titans
- 1983: Separate Tables
- 1984: Ellis Island
- 1985: Ann and Debbie (TV)
- 1985: Shadowlands
- 1987: Sammy and Rosie Get Laid
- 1987: Queenie
- 1988: The Lady and the Highwayman
- 1988: Beryl Markham: A Shadow on the Sun
- 1989: Crimes and Misdemeanors
- 1991: The Camomile Lawn
- 1992: The Princess and the Goblin
- 1993: It’s Nothing Personal
- 1994: Remember
- 1994: A Village Affair
- 1995: Mighty Aphrodite
- 1996: Daylight
- 1997: What the Deaf Man Heard
- 2000: Yesterday’s Children
- 2000: Love and Murder: Love and Murder
- 2002: The Book of Eve
- 2003: The Republic of Love
- 2009: Doctor Who: The End of Time
- 2010: The Bill
- 2010: The King's Speech
- 2018: Miss Dalí

## Teatro
- Electra (1998)
- The Innocents (1976)
- Vivat! Vivat Regina! (1972)
- Hedda Gabler (1971)
- A Doll's House (1971)
- Rashomon (1959)
- Romeo and Juliet (1956)
- Richard II (1956)